# スタニコフ - ポビェジョヴィツェ線
スタニコフ - ポビェジョヴィツェ線（チェコ語: Železniční trať Staňkov–Poběžovice）は、チェコ鉄道の鉄道線の名称である。路線番号は182。
1900年、帝立王立国有鉄道によって開業した。

## 運行形態

### 定期列車
- ( ホリーショフ - ) スタニコフ - ポビェジョヴィツェ
全て各駅停車。平日は一日7往復、休日は一日4往復の運行。平日の1往復と休日の全列車が、180号線のホリーショフまで直通する。
過去の運行形態
2014年以前は、平日一日6往復、休日一日4往復の運行であった。平日の1往復のみ、184号線と直通し、ホルショフスキー・ティーン～ポヴェジョヴィツェ～ビェラー・ナド・ラドブゾウ/ドマジリツェの系統で運行していた。セモシツェ・ペルジナ駅にも停車していた。
2014年末に、平日の大部分がポビェジョヴィツェ - ホルショフスキー・ティーン間の運行となった。ホルショフスキー・ティーン - スタニコフ間は、休日のみの運行となった。平日の運行が、一日7往復に増発された。
2019年末に、ティーン以南のみ運行の全列車がスタニコフまたはホリーショフまで延長された他、184号線との直通をとりやめた。平日の1往復と、休日の全列車が、180号線のホリーショフまで直通する様になった。また、セモシツェ・ペルジナ駅は休止となった。
2020年末に、平日一日5往復に減便され、また平日の180号線直通が取りやめられた。
2024年度より、平日の本数が一日7往復に増発され、うち1往復が180号線直通となった。

### 臨時列車
- プルゼニスキー・ホドヴァル・エクスプレス号（快速） 
旧型車両。年1日のみ、プルゼニ - スタニコフ - ポビェジョヴィツェ - ホドヴァー・プラナー間に1往復運行する。スタニコフ以東は180号線に、ポビェジョヴィツェ以西は184号線に直通する。途中、ホルショフスキー・ティーンに停車する。

## 駅一覧
以下では、チェコ国鉄182号線の駅と営業キロ、停車列車、接続路線などを一覧表で示す。なお、全て各駅停車である。
| 路線名 | 駅名                                | 駅間営業キロ | 累計営業キロ       | 累計営業キロ             | 接続路線 | 所在地     | 所在地         |
| ------ | ----------------------------------- | ------------ | ------------------ | ------------------------ | -------- | ---------- | -------------- |
| 182    | スタニコフ駅                        | -            | スタニコフから 0.0 |                          | 180号線  | プルゼニ州 | ドマジリツェ郡 |
| 182    | クルジェノヴィ駅                    | 4.5          | 4.5                | ヴラーノフ分岐点から 2.2 |          | プルゼニ州 | ドマジリツェ郡 |
| 182    | セモシツェ・ペルジナ駅（休止中 *1） |              |                    | (4.3)                    |          | プルゼニ州 | ドマジリツェ郡 |
| 182    | セモシツェ駅                        | 3.3          | 7.8                | 5.5                      |          | プルゼニ州 | ドマジリツェ郡 |
| 182    | ホルショフスキー・ティーン駅        | 3.9          | 11.7               | 9.4                      |          | プルゼニ州 | ドマジリツェ郡 |
| 182    | マショヴィツェ駅                    | 3.0          | 14.7               | 12.4                     |          | プルゼニ州 | ドマジリツェ郡 |
| 182    | メツロフ駅                          | 2.0          | 16.7               | 14.4                     |          | プルゼニ州 | ドマジリツェ郡 |
| 182    | オフニシチョヴィツェ駅              | 2.0          | 18.7               | 16.4                     |          | プルゼニ州 | ドマジリツェ郡 |
| 182    | ザームニェリーチ駅                  | 1.4          | 20.1               | 17.8                     |          | プルゼニ州 | ドマジリツェ郡 |
| 182    | ポビェジョヴィツェ駅                | 1.6          | 21.7               | 19.4                     | 184号線  | プルゼニ州 | ドマジリツェ郡 |

(*1) 2019年12月休止。